# Aleksander Władysław Nałęcz-Rychłowski
Aleksander Władysław Nałęcz-Rychłowski, Władysław Rychłowski, pseud. Władysław (ur. 24 lutego 1840 w Skibinie na Kujawach, zm. 16 lutego 1900 w Krakowie) – powstaniec styczniowy, polonijny przedsiębiorca we Francji, polski działacz społeczny.
Syn Karola Zygmunta Nałęcz-Rychłowskiego (1806–1877), obrońcy w sądzie pokoju w Radziejowie, i Marcjanny Tholibowskiej, 1. voto Dąbrowskiej, 2. voto Rychłowskiej (1811–1886). Stryj poety i tłumacza Kazimierza Rychłowskiego. Stryj, a zarazem mąż Stanisławy Rychłowskiej krakowskiej działaczki katolickiej i społecznicy. Gałąź rodu, do której należą, określana jest w herbarzach jako linia z Ostrowa.

## Młodość
W dzieciństwie Aleksander mieszkał z rodzeństwem (Antonim, Brunonem, Józefem i Apolonią) w Skibinie, gdzie ich ojciec miał folwark. Jak wynika ze źródeł, na co dzień używał imienia Władysław, co być może wynikało ze względów politycznych (car Aleksander II). Jako Aleksander Władysław występuje rzadko.    
W 1862 roku został zatrudniony jako kandydat na nauczyciela przedmiotów matematyczno-fizycznych w Gimnazjum Gubernialnym w Suwałkach. Miasto opuścił nagle w grudniu 1863 roku, a władze rosyjskie ogłosiły pościg. Jak wynika z ustaleń Barbary Groniewskiej, przedstawionych w jej artykule pt. „Rola Prus Wschodnich w powstaniu styczniowym”, z Suwałk udał się on do Królewca.

## Powstanie styczniowe
Działał w ramach Agentury Prus Wschodnich, która zajmowała się przede wszystkim dostawą broni dla powstańców, i posługiwał się pseudonimem Władysław. Broń szła z Królewca, co stanowiło jedyne zaplecze dla województwa augustowskiego. Zachowały się listy „pomocnika komisarza pełnomocnego województwa augustowskiego”, podpisywane Władysław Rychłowski, do „organizatora zaboru pruskiego”, Jana Działyńskiego.  „Pomocnik” oznaczał agenta, jednak jak uściśla Groniewska, był on przede wszystkim zastępcą komisarza pełnomocnego woj. augustowskiego. Zaś komisarzem był Bronisław Radziszewski, który ukrywał się pod pseudonimem Ignacy Czyński.
W grudniu 1863 roku przebywał już w Królewcu. W styczniu 1864 roku wyjechał do Wystrucia, gdzie założył lokalną organizację, która miała za zadanie pomoc woj. augustowskiemu. Jej kierownikiem został agent występujący pod nazwiskiem Dimitrenko. Zimą 1863/64 w Królewcu powstał silny ośrodek czerwonych. Tworzyli go ludzie utrzymującym ścisłe kontakty z Królewcem. Jak podaje Groniewska, byli to w większości studenci i wychowankowie wydziału medycznego uniwersytetu berlińskiego oraz wysłannicy lub współpracownicy organizacji augustowskiej, w tym właśnie on. Ośrodek królewiecki utrzymywał również kontakty z czerwonymi na Litwie i podporządkowana mu została cała organizacja Prus Wschodnich. Przeciwstawiał się zarówno koncepcjom białych, jak i próbom uzyskania wpływów przez Mierosławskiego. W roku 1864 Królewiec miał się stać również ośrodkiem wydawniczym. Inicjatywa wydawania pism wyszła, jak podaje Groniewska, od Rychłowskiego. Wskutek tego Wilnie od lutego do kwietnia 1864 roku wychodził „Głos z Litwy” (drukowany jednak w Królewcu). Drukował rozporządzenia Rządu Narodowego i litewskiego Wydziału Wykonawczego, ale nie miał charakteru organu urzędowego.
Niezmiennie zabiegał za granicą o pieniądze. Wiosną roku 1864 transporty dalej szły z Królewca, ale Prusacy przechwytywali dostawy broni oraz pieniądze. Punktem zwrotnym w jego powstańczych losach był listopad 1864, gdy władze pruskie wpadły na trop organizacji w Wystruciu: „Spisy agentów i uchodźców znalezione w papierach Mahlera (m. in. Rychłowskiego, Schrubki, Kotschorrka), informacje o istnieniu organizacji w Wystruciu, wykaz miejscowości, gdzie przebywali agenci), oraz jego zeznania przyspieszyły ostateczną rozprawę władz pruskich z organizacją powstańczą. [...] Dekonspiracja organizacji nastąpiła dopiero po wykonaniu 10 XI 1864 r. z rozkazu Rychłowskiego wyroku śmierci, wydanego na Schmidta w Piłokalniach w Kalwaryjskiem”. [...] Śledztwo w sprawie organizacji powierzone zostało radcy Schaperowi. [...]. Schaper rozszyfrował ostatecznie resztki organizacji powstańczej w Prusach Wschodnich, funkcję w niej Dimitrenki, miejsca pobytu agentów oraz na podstawie papierów Mahlera i Dembskiego zidentyfikował osobę Rychłowskiego z poszukiwanym „Władysławem”. W styczniu 1865 r. śledztwo ukończono. „Związek jest zniszczony całkowicie” – pisał Schaper w sprawozdaniu z 28 II 1865 roku. Jednak większość jego członków [...] po opuszczeniu Prus Wschodnich znalazła się na emigracji (Dimitrenko, Meier, Rychłowski).

## Emigracja we Francji
Jego losy na emigracji są możliwe do odtworzenia na podstawie wzmianek w prasie. W dzienniku francuskim „Le Gaulois” z sierpnia 1870 roku pojawia się „Lrad. Rychłowski” mieszkający w Bezons (Seine-et-Oise). Notka dotyczy zorganizowanej działalności emigracji polskiej, którą wsparł finansowo. Skrót „Lrad.” wskazuje na nieumiejętną transkrypcję skrótu „Wład.” od imienia Władysław. Miasto jego pobytu, Bezons, było ośrodkiem przemysłowym położonym w departamencie Val-d'Oise, gdzie wytwarzano przede wszystkim telefony, kable i bakelit.  8 lat później „L. Rychlowski” (Francuzi wymawiali imię jako „Ladislau”) pojawia się w publikacji pt. „Oficjalny katalog. Lista nagrodzonych na wystawie narodowej 1878 w Paryżu” (zorganizowanej przez Ministerstwo Rolnictwa i Handlu). Jak z niego wynika, został uhonorowany srebrnym medalem w kategorii „Produkcji telegrafów”. Reprezentował firmę firmę Rattier z siedzibą w Bezons, która była producentem kauczuku i kabli w izolacji gumowej. „Pamiętnik Towarzystwa Nauk Ścisłych w Paryżu” z roku 1876 wymienia na liście swoich członków – korespondentów Władysława Rychłowskiego, dyrektora fabryki w Bezons.

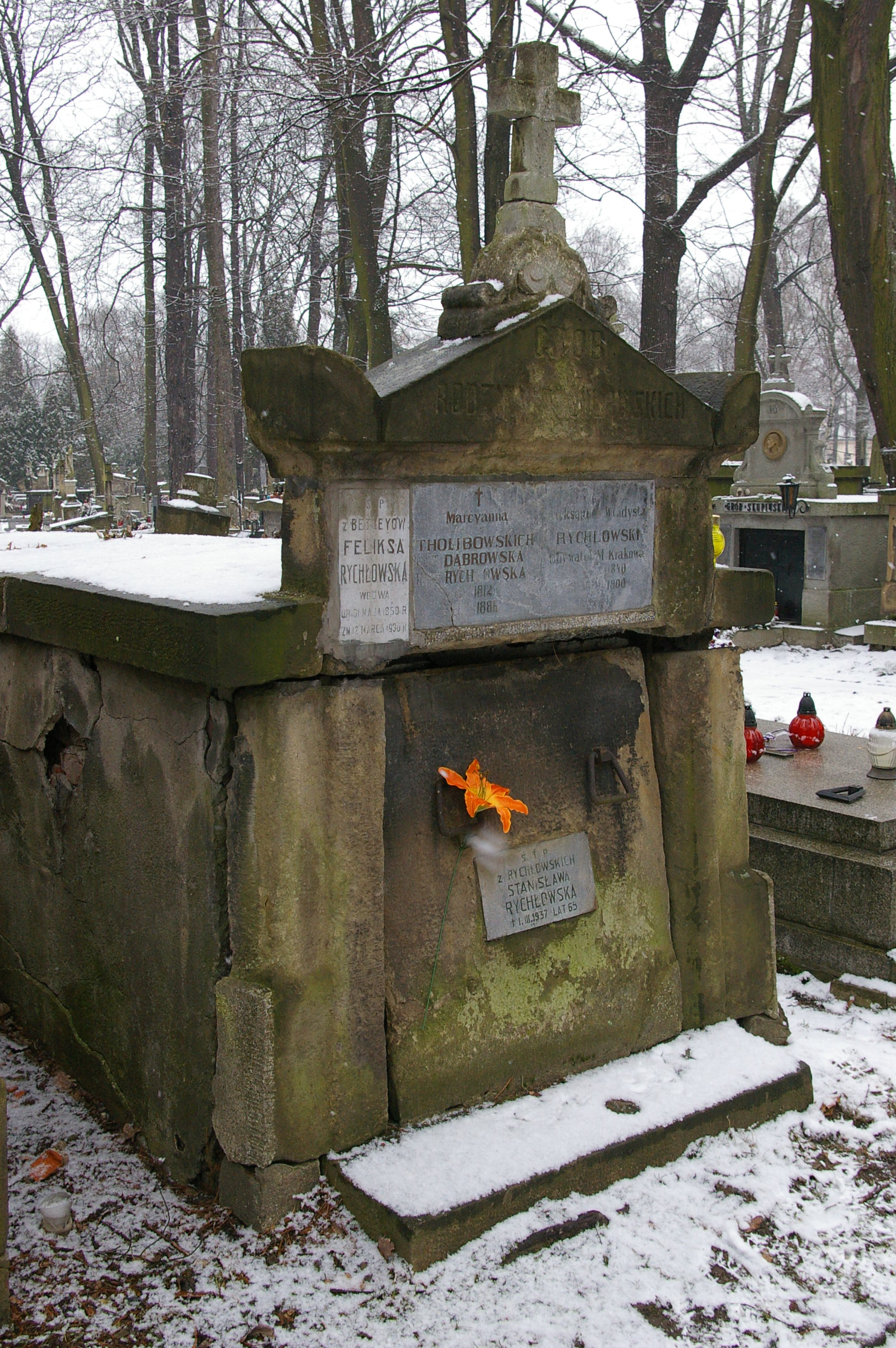
Grób rodzinny Aleksandra W. Rychłowskiego na cm. Rakowickim w Krakowie (2011)

## Kraków
Do Krakowa przyjechał prawdopodobnie w pierwszej połowie lat 80. Wskazuje na to „Wykaz domów miasta Krakowa...”, opublikowany w roku 1885, gdzie występuje jako właściciel kamienicy przy ul. Wielopole 8. W tym czasie sprowadził z zaboru rosyjskiego najbliższą rodzinę. 30 października 1890 roku ożenił się z najstarszą bratanicą, Stanisławą. Ich świadkiem ślubnym był zasłużony weteran 1863 Włodzimierz Aleksandrowicz (1835–1928) – syn prawosławnego duchownego. Kształcił się w Petersburgu, był nauczycielem historii i geografii w Suwałkach (1858–1861), w Piotrkowie (1861–1862) i w Radomiu (1862–1863). Podczas powstania styczniowego Naczelnik Miasta Radomia przy Komitecie Wojewódzkim (1862), członek Organizacji Narodowej w Radomiu (1863). Czynny na emigracji w Paryżu. Od 1868 w Galicji, gdzie pracował jako nauczyciel, który w tym okresie uczył w krakowskim Gimnazjum św. Jacka. Rychłowscy pozostali bezdzietni.
Angażował się w pracę społeczną. Należał do Towarzystwa Przyjaciół Sztuk Pięknych i Polskiego Towarzystwa Tatrzańskiego Był też członkiem krakowskiego oddziału Towarzystwa Wzajemnej Pomocy Uczestników Powstania 1863–1864.
Zmarł nagle 16 lutego 1900 roku. Pochowany został 18 lutego w grobowcu rodzinnym na cm. Rakowickim. W 2019 roku grób ten (kwatera Q, na prawo od Dylskich)  został wpisany przez Instytut Pamięci Narodowej do Ewidencji Grobów Weteranów Walk o Wolność i Niepodległość Ojczyzny.